# Cotta’s Hörbühne
Cotta’s Hörbühne oder Cottas Hörspielbühne war eine Tonträgerreihe des Verlages Klett-Cotta, innerhalb der Hörspielproduktionen und später auch andere literarische Sendungen der öffentlich-rechtlichen Rundfunkanstalten herausgegeben wurden.

## Die Hörspielbühne Ende der 1950er-Jahre
Noch unter dem Namen Cottas Hörspielbühne erschien 1959 bei Cotta’sche Verlagsbuchhandlung in Stuttgart Max Ophüls Bearbeitung und Inszenierung von Goethes Novelle. Sie war eine „Original-Gemeinschaftsproduktion des Südwestfunks und des Bayerischen Rundfunks, die im April 1954 zum ersten Mal gesendet wurde“. Als Vorleser fungierte Oskar Werner. Weitere Mitwirkende waren u. a. Otto Collin, Käthe Gold, Erik Schumann, Willy Birgel oder Therese Giehse. Mit Wolfgang Borcherts Draußen vor der Tür erschien 1960, diesmal auf zwei Sprechplatten, eine weitere Ausgabe der Hörspielbühne, für deren Herausgabe sich Artur Müller verantwortlich zeichnete. Hierbei handelte es sich um die Originalaufnahme der Sendung des NWDR Hamburg vom 13. Februar 1947 unter der Regie von Ludwig Cremer mit Hans Quest, dem Borchert sein Hörspiel gewidmet hatte. Hiernach folgten zunächst keine weiteren Veröffentlichungen innerhalb der Reihe.

## Die Hörbühne in den 1980er-Jahren
1986, im gerade beginnenden „Zeitalter“ des Hörbuchs, tauchte die Reihe wieder auf, jetzt als Cotta’s Hörbühne auf Tonkassetten des inzwischen zum Klett-Cotta-Verlag fusionierten Unternehmens. Klett-Cotta war damit der erste Publikumsverlag, der eine moderne Hörbuchreihe vertrieb. Initiator und Herausgeber der Reihe war Hermann Naber, der Hörspielchef des SWF. Wiederum war, entgegen einem allgemeinen Trend zu ungekürzten Lesungen, eine vorbildliche Auswahl von anspruchsvollen Radio-Hörspielen Programm. Dabei blieb eine Vorliebe für klassische Produktionen vergangener Jahrzehnte bestehen, z. B. zahlreiche Originalhörspiele von Dürrenmatt. Eine enge Anknüpfung an die 1959 begonnene und jäh wieder eingestellte Schallplattenreihe war zudem in der erneuten Herausgabe von Goethes Novelle und Borcherts Draußen vor der Tür zu sehen.

### Dichterlesungen
Ab 1988 gesellt sich unter dem Untertitel Autoren lesen eine Edition zumeist historischer Dichterlesungen – ebenfalls aus Aufnahmen des öffentlich-rechtlichen Rundfunks – zum Hörspielprogramm. Zu hören sind z. B. Heinrich Böll, Siegfried Lenz, Christa Wolf, Alfred Andersch, Wolfdietrich Schnurre, Gottfried Benn, Jean Améry und Helmut Heißenbüttel.

## Scheitern
Auch wenn laut Börsenblatt des deutschen Buchhandels (1987) die Neuauflage der Hörbühne von Klett-Cotta die „Trendwende“ in Bezug auf den kommerziellen Erfolg des Hörbuches einleitete, überlebte die Reihe selbst aufgrund mangelnden Erfolges kaum ein halbes Jahrzehnt. Ab 1990 erschienen nur noch vereinzelt Publikationen unter dem Label Cotta’s Hörbühne. 1993 wurde die Reihe komplett eingestellt.
Klett-Cotta war im gleichen Jahr jedoch an der Gründung des Hörverlags (DHV – Der Hörverlag) beteiligt und brachte die Titel seines Kataloges darin ein.